# Château de Brienne-le-Château
Le château de Brienne-le-Château ou château des Loménie est une demeure de la seconde moitié du XVIIIe siècle, qui se dresse sur la commune française de Brienne-le-Château dans le département de l'Aube, en région Grand Est.
Le château fait l'objet d'une inscription partielle au titre des monuments historiques.

## Localisation
Le château est situé au sommet d'un tertre qui lui assure une situation dominante de 33 mètres d'altitude sur la commune de Brienne-le-Château, dans le département français de l'Aube.

## Historique

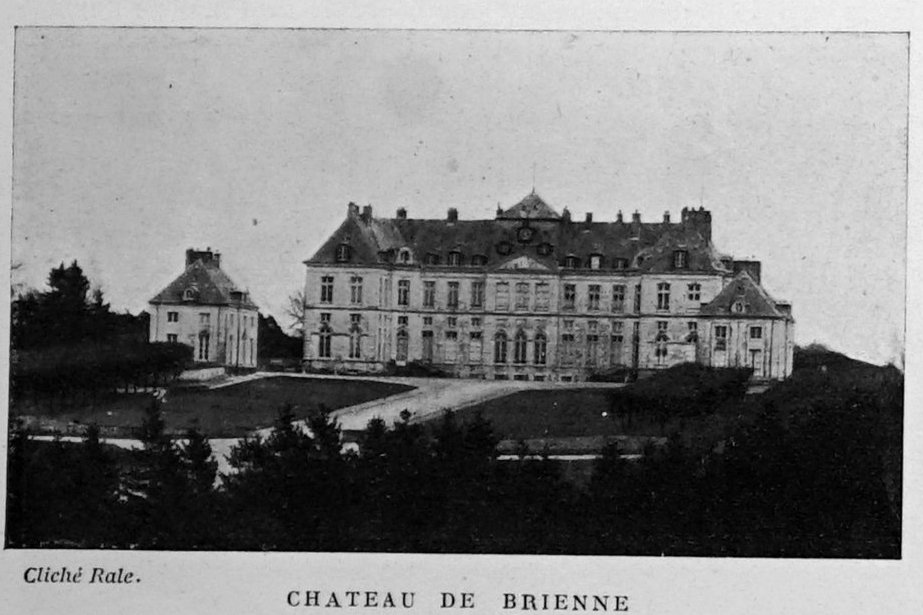
Le château en 1901.

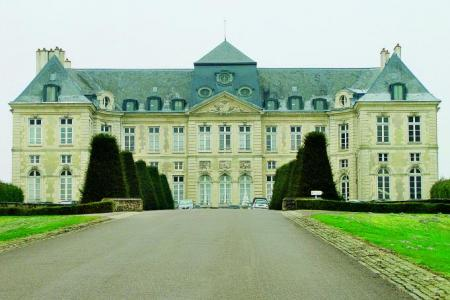
Le château.

Un premier château sur motte est assiégé par Louis d'Outremer en 951. Les comtes de Brienne sont mentionnés depuis 950 et jusqu'au 1356.
Une chapelle castrale est citée en 1166 qui était dédiée à la Sainte-Croix. Une description ancienne nous décrit « un donjon où il y a grosse tour de pierre […] grande cour où il y a estables, escuryes, pressoir, colombier » et à l'extérieur « jardins, vignes, buissons, broussailles »[réf. non conforme].
En 1640, le comté de Brienne est hérité par la famille de Loménie, qui va acquérir, à partir des années 1760, une grande influence à la Cour.

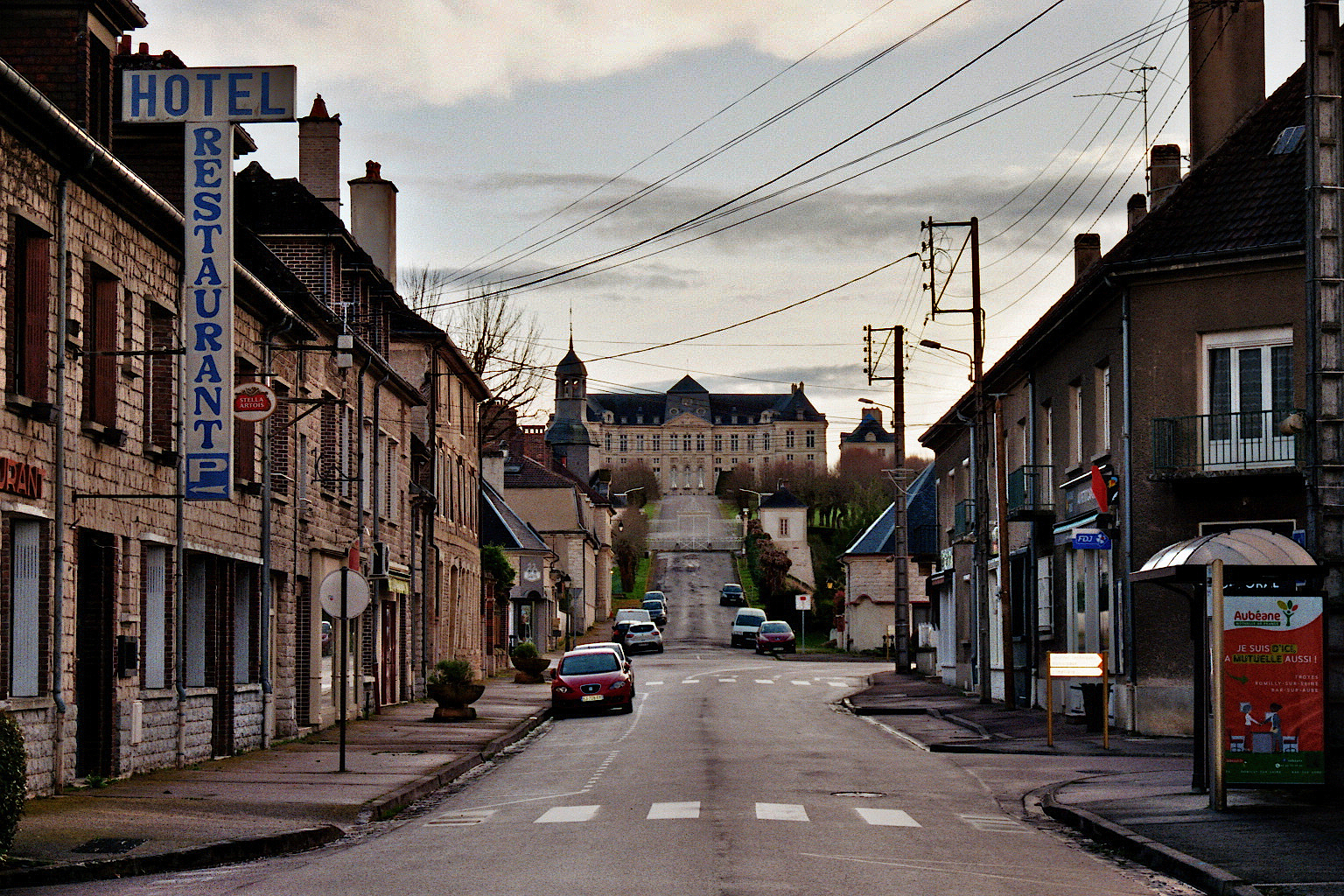
Le château de Brienne et son allée vus depuis le centre-ville, avenue Pasteur.

L'abbé Étienne-Charles de Loménie de Brienne devient évêque, puis archevêque, cardinal et, en 1787, ministre d'État du roi Louis XVI.
Son frère Louis-Marie-Athanase de Loménie de Brienne est, en 1787 et 1788, secrétaire d'État à la guerre du même roi.
Cette position les incite à faire renouveler la demeure seigneuriale de leurs terres de Brienne.

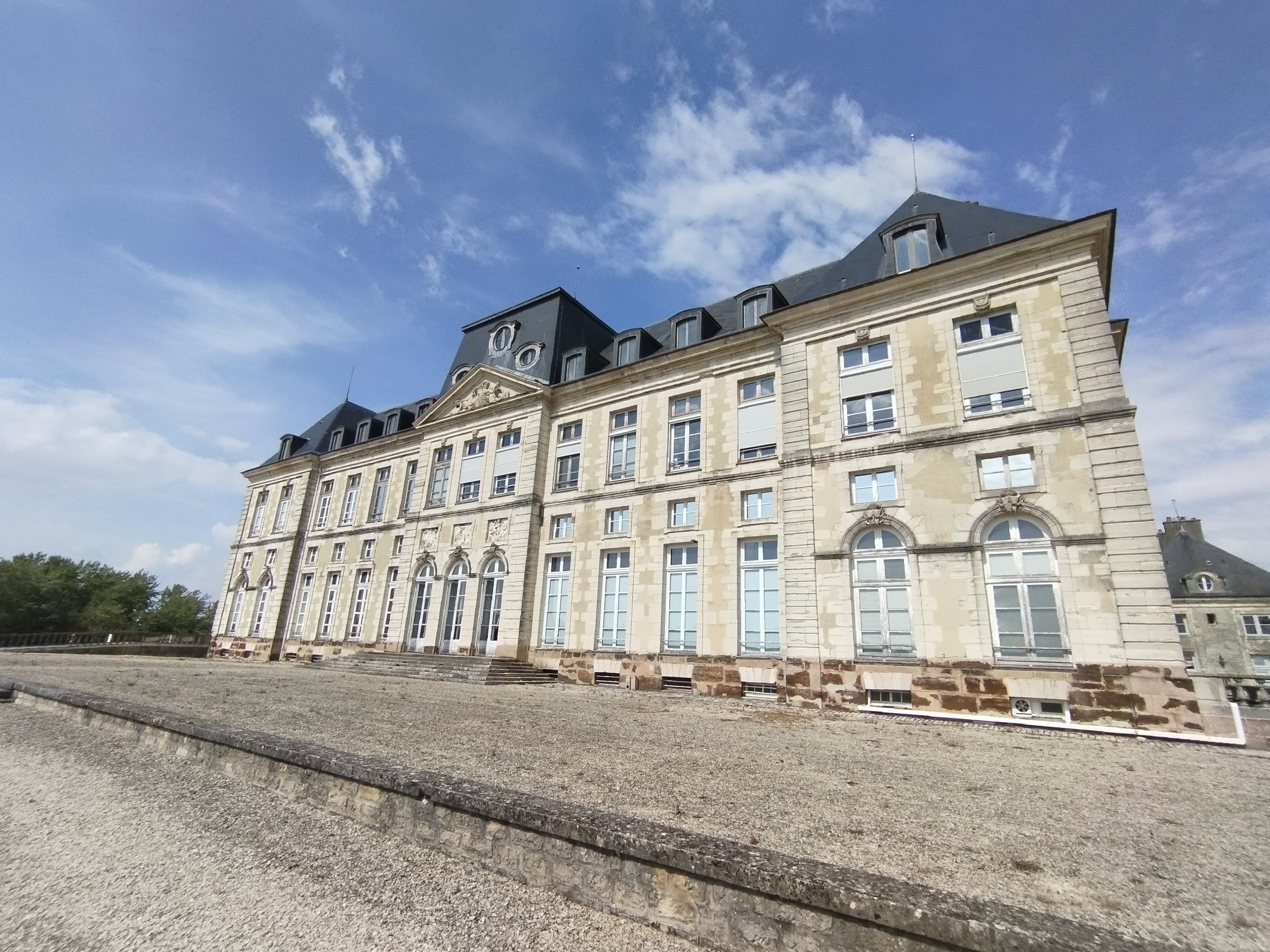
La face arrière du château de Brienne.

Tous deux commanditent la reconstruction du château de Brienne, qui commence en 1770 et s'achève en 1778, le terrassement des abords se prolongeant durant quelques années, pour offrir l'exceptionnelle perspective que l'on admire encore aujourd'hui.
Jean-Louis Fontaine est l'architecte de cet édifice, qui est inauguré le 25 août 1778.

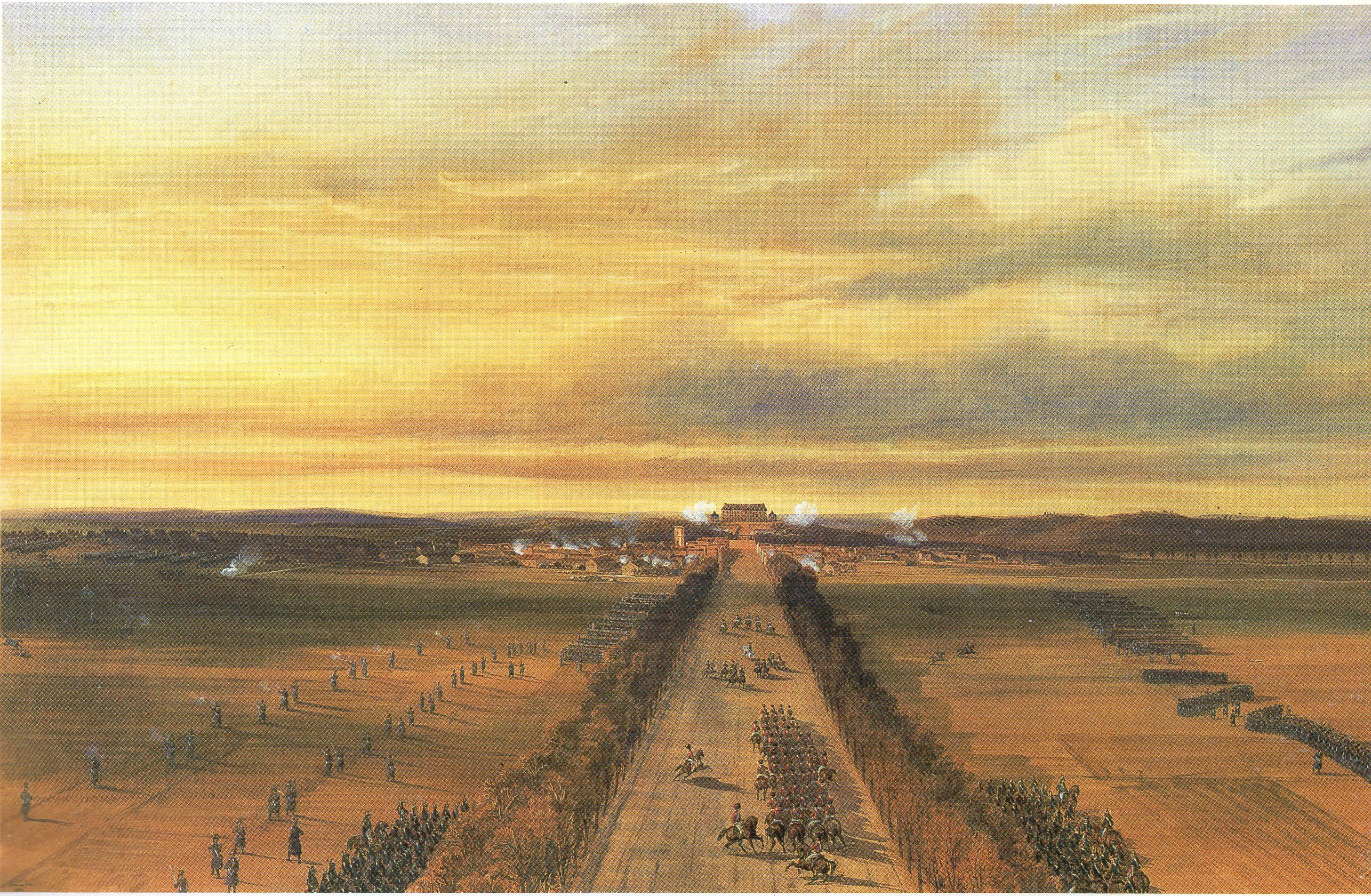
La bataille avec en arrière le château, Siméon Fort.

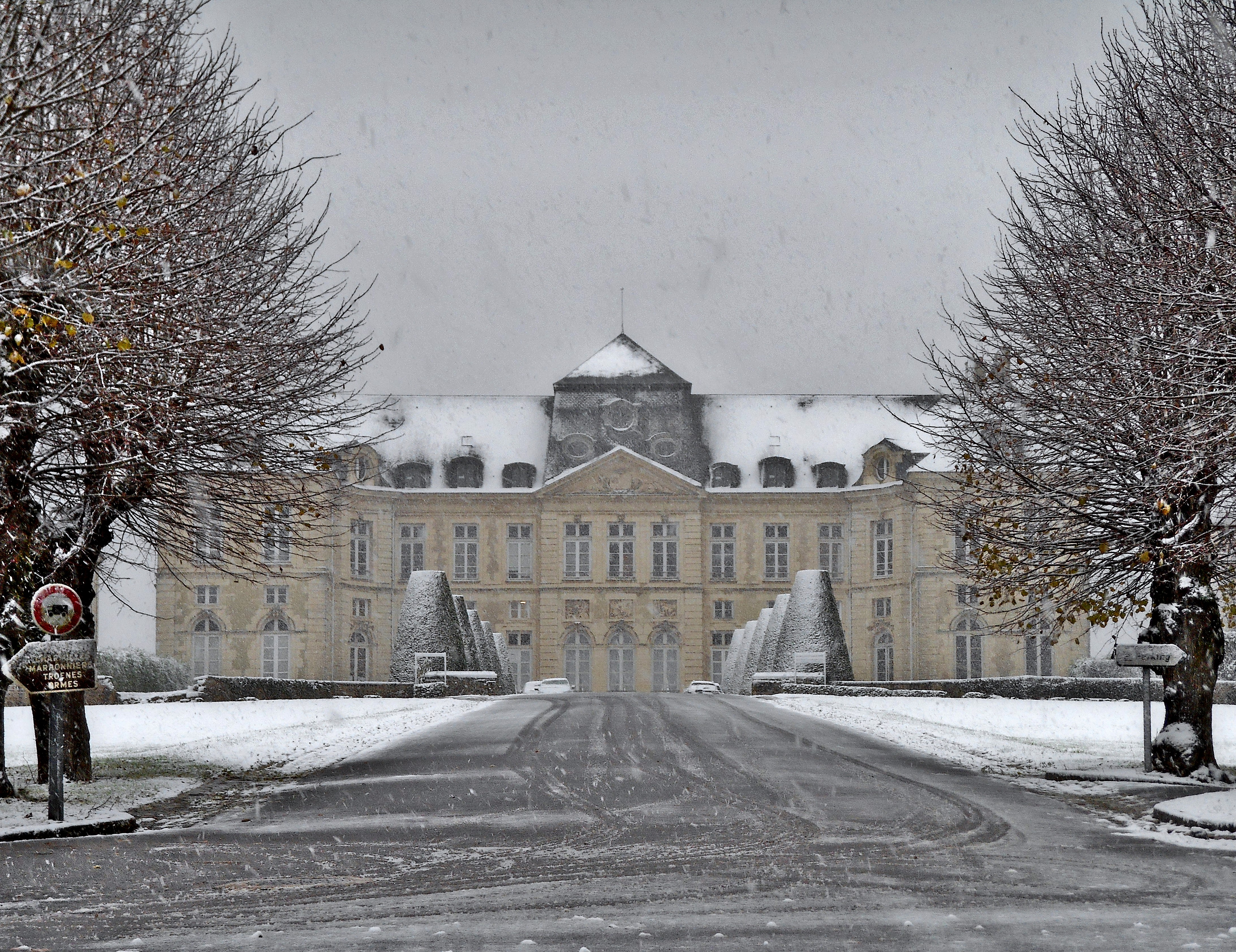
Le château de Brienne sous la neige.

À la fin du mois de janvier et au début du mois de février 1814, les environs de Brienne sont le théâtre de la bataille de La Rothière, dont Napoléon Ier dirige les opérations depuis le château de Brienne, où il passe alors deux nuits[réf. nécessaire]. Selon Cassaigne, Napoléon Ier aurait failli surprendre le général prussien Blücher dans le château en passant par les souterrains. Dans l'assaut qui s'ensuivit, toutes les vitres de l'édifice furent détruites.
Resté dans la descendance des Loménie jusqu'en 1851, le château de Brienne est alors acheté par la princesse Théodore de Bauffremont, née Montmorency.
La maison de Bauffremont le conserve jusqu'en 1933.
Vendu et resté ensuite inhabité, il subit l'occupation durant la Seconde Guerre mondiale, puis l'abandon jusqu'au début des années 1950.
Le domaine de Brienne est converti en 1959 en hôpital psychiatrique départemental, aujourd'hui Établissement Public de Santé Mentale de l'Aube (EPSMA).

## Description
Il s'agit d'un vaste édifice tout en pierre, d'une architecture parfaitement homogène et classique, de décor sobre inspiré de l'Antiquité, caractéristique de la seconde moitié du XVIIIe siècle.

## Protection
Sont inscrits par arrêté du 4 juin 1935 :
- la grille d'honneur et le pont commandant l'accès du château ;
- les façades et toitures du château et des deux pavillons isolés qui l'accompagnent, avec les cours et escaliers extérieurs ;
- l'escalier d'honneur et l'escalier de service à l'intérieur du château ;

et par arrêté du 9 novembre 2023 :
- les accotements du pont d'accès à l'allée d'honneur ;
- les façades et toitures des deux pavillons d'entrée ;
- les couvertures en terrasse des sous-sols du château ;
- l'ensemble des pièces constituant le rez-de-chaussée du château ainsi que les trois escaliers ;
- les deux niveaux de sous-sols comprenant les anciennes cuisines et leurs dépendances ;
- l'ensemble des galeries souterraines qui relie le château à ses pavillons ;
- le pavillon Cardinal ;
- les façades et toitures, l'escalier principal et le sous-sol du pavillon des domestiques ;
- les façades et toitures des écuries et du chenil, des maisons du potager et du pavillon de chasse Bauffremont ;
- les ruines du pigeonnier.